# 기타사이고촌
기타사이고촌(北西郷村)은 후쿠이현 미카타군에 있던 촌이다. 현재의 미하마정 북서쪽에 해당한다.

## 역사
- 1889년 4월 1일 - 정촌제 시행에 의해 미카타군 기타사이고촌이 성립하였다.
- 1954년 2월 11일 - 미나미사이고촌, 미미촌, 산토촌과 합병해 미하마정이 성립하여, 동일 기타사이고촌은 폐지되었다,

## 교통

### 도로
합병후 구촌지역에 미카타 고코 레인보우 라인이 통과하지만 당시엔, 미개통

## 참고문헌
- 角川日本地名大辞典 18 福井県